# Ломиковський Михайло Михайлович
Ломиковський Михайло Михайлович (Ломіковський) (1849, Ізюмський повіт, Харківська губернія – ?) – терапевт, доктор медичних наук, професор, завідувач кафедри лікарської діагностики з пропедевтичною клінікою, декан медичного факультету Імператорського Харківського університету (1901–1905).

## Біографія
Народився у дворянській родині. У  1859  році, після початкової школи, розпочав навчання в приватному пансіоні. З осені 1862  по 1867 рік навчався у 2-й чоловічій гімназії. Цього ж року поступив на медичний факультет Харківського університету. У грудні 1873 року випустився з університету зі званням лікаря з відзнакою. Після працював ординатором при факультетській терапевтичній клініці професора В.Г. Лашкевича. 
У 1876 році склав докторантський екзамен, а у 1877 році захистив дисертацію «Причины изменения внутренних органов у животных при задержке кожной перспирации»  i отримав ступінь доктора медицини. У вересні 1878 року одержав звання приват-доцента з ларингопатології та розпочав викладати . У 1883 році був обраний штатним доцентом. У 1884 році, у зв’язку з введенням університетського статуту, посаду штатного доцента скасували, але М.М. Ломиковський залишився за штатом з правом одержання штатного утримання протягом 2 років. Одночасно за дорученням факультету Михайло Михайлович читав лікарську діагностику з  пропедевтичною клінікою (нова кафедра з 1884 року). У 1886 році був обраний екстраординарним професором.
У  1878  та 1883  роках перебував у відрядженнях за  кордоном, працював у  клініках Віденського, Паризького i  Бреславського університетів. Вивчав клініку внутрішніх хвороб, хвороби гортані (ларингопатологія), патологічну анатомію i сифіліс.
У 1891 році, за поданням головного упорядника канцелярії Його Імператорської Величності по закладах Імператриці Марії, був призначений лікарем-консультантом з  внутрішніх хвороб при Харківському інституті шляхетних дівчат. Цього ж року був обраний Слов’янським міським управлінням на  посаду директора Слов’янських мінеральних вод, де  працював до 1893  року. У 1892 році був затверджений у званні ординарного професора.
1901-1905 роки - декан медичного факультету. У листопаді 1903 року отримав звання заслуженого ординарного професора.
19 жовтня 1915 року був призначений останнім попечителем Казанського учбового округу . Керував округом, займався діяльністю щодо підвищення навчально-виховної роботи в навчальних закладах для так званих інородців, організацією курсів для педагогічного складу шкіл тощо. 
Дружина та дочка залишилися у Харкові — в Казані жив один. Часто просив відпустку. У  березні 1917 року отримав відмову у черговій відпустці та 10 квітня подав у відставку . Дані про останні роки життя і дата смерті невідомі. 

## Напрацювання
Дисертація «Причины изменения внутренних органов у животных при задержке кожной перспирации». 
«Заболевания спинного мозга при сифилисе» 
Опубліковано 14 праць німецькою та російською мовами . Більша частина його праць стосується хвороб гортані.